# Ana Villanueva
Pour les articles homonymes, voir Villanueva.
Ana Josefa Villanueva Fabián est une karatéka dominicaine née le 20 mars 1982 à Cotuí. Elle a remporté une médaille d'or en kumite moins de 50 kg aux Jeux panaméricains de 2011 à Guadalajara, aux championnats panaméricains de karaté 2012 à Managua et aux Jeux panaméricains de 2015 à Toronto. Elle a également remporté une médaille de bronze dans la même catégorie aux championnats du monde de karaté 2012 à Paris.